# Robert V van Auvergne
Robert V van Auvergne (circa 1225 - 17 januari 1277) was van 1247 tot aan zijn dood graaf van Auvergne en van 1265 tot aan zijn dood graaf van Boulogne. Hij behoorde tot het huis Auvergne.

## Levensloop
Robert V was de oudste zoon van graaf Willem X van Auvergne uit diens huwelijk met Adelheid van Brabant, dochter van hertog Hendrik I van Brabant. Na de dood van zijn vader in 1247 werd hij graaf van Auvergne.
In 1259 overleed gravin Mathilde II van Boulogne, een nicht van zijn moeder. Vervolgens lieten Robert en Adelheid van Brabant hun aanspraken op het graafschap Boulogne gelden, met het argument dat ze afstammelingen waren van Mattheüs I van de Elzas, die in de 12e eeuw graaf van Boulogne was. Ze waren echter lang niet de enige kandidaten, ook hertog Hendrik III van Brabant, koning Lodewijk IX van Frankrijk en Johanna van Dammartin aasden op het graafschap. Uiteindelijk besliste het Parlement van Parijs in 1262 in het voordeel van Adelheid van Brabant. In 1265 volgde Robert V zijn moeder op als graaf van Boulogne.
Robert V van Auvergne overleed in januari 1277. Hij werd bijgezet in de Abdij van Bouschet-Vauluisant, die zich bevond in Yronde-et-Buron.

## Huwelijk en nakomelingen
Rond 1250 huwde hij met Eleonora, dochter van heer Willem I van Baffie. Ze kregen zes kinderen:
- Willem XI (overleden in 1280), graaf van Auvergne en Boulogne
- Robert VI (1250-1314), graaf van Auvergne en Boulogne
- Godfried (overleden in 1302), geestelijke, sneuvelde in de Guldensporenslag
- Gwijde, bisschop van Doornik
- Mathilde, huwde rond 1291 met heer Stefanus van Saint-Jean
- Maria

## Voorouders
| Voorouders van Robert V van Auvergne (1225-1277) | Voorouders van Robert V van Auvergne (1225-1277)                              | Voorouders van Robert V van Auvergne (1225-1277)                              | Voorouders van Robert V van Auvergne (1225-1277)                              | Voorouders van Robert V van Auvergne (1225-1277)                              | Voorouders van Robert V van Auvergne (1225-1277)                              | Voorouders van Robert V van Auvergne (1225-1277)                              | Voorouders van Robert V van Auvergne (1225-1277)                          | Voorouders van Robert V van Auvergne (1225-1277)                          |
| ------------------------------------------------ | ----------------------------------------------------------------------------- | ----------------------------------------------------------------------------- | ----------------------------------------------------------------------------- | ----------------------------------------------------------------------------- | ----------------------------------------------------------------------------- | ----------------------------------------------------------------------------- | ------------------------------------------------------------------------- | ------------------------------------------------------------------------- |
| Overgrootouders                                  | Robert IV van Auvergne (1130-1194) ∞ Mathilde van Bourgondië (1145-1201)      | Robert IV van Auvergne (1130-1194) ∞ Mathilde van Bourgondië (1145-1201)      | Amiel III de Chambon (-) ∞ Dalmatie d'Auvergne (-)                            | Amiel III de Chambon (-) ∞ Dalmatie d'Auvergne (-)                            | Godfried III van Leuven (1140-1190) ∞ 1155 Margaretha van Limburg (1135-1172) | Godfried III van Leuven (1140-1190) ∞ 1155 Margaretha van Limburg (1135-1172) | Mattheüs I van de Elzas (1138-1173) ∞ 1150 Maria van Boulogne (1136-1182) | Mattheüs I van de Elzas (1138-1173) ∞ 1150 Maria van Boulogne (1136-1182) |
| Grootouders                                      | Gwijde II van Auvergne (1165-1222) ∞ 1155 Péronnelle van Chambron (1165-1224) | Gwijde II van Auvergne (1165-1222) ∞ 1155 Péronnelle van Chambron (1165-1224) | Gwijde II van Auvergne (1165-1222) ∞ 1155 Péronnelle van Chambron (1165-1224) | Gwijde II van Auvergne (1165-1222) ∞ 1155 Péronnelle van Chambron (1165-1224) | Hendrik I van Brabant (1160-1235) ∞ Mathilde van Boulogne (+/-1161-1210)      | Hendrik I van Brabant (1160-1235) ∞ Mathilde van Boulogne (+/-1161-1210)      | Hendrik I van Brabant (1160-1235) ∞ Mathilde van Boulogne (+/-1161-1210)  | Hendrik I van Brabant (1160-1235) ∞ Mathilde van Boulogne (+/-1161-1210)  |
| Ouders                                           | Willem X van Auvergne (1195-1247) ∞ Adelheid van Brabant (1190-1265)          | Willem X van Auvergne (1195-1247) ∞ Adelheid van Brabant (1190-1265)          | Willem X van Auvergne (1195-1247) ∞ Adelheid van Brabant (1190-1265)          | Willem X van Auvergne (1195-1247) ∞ Adelheid van Brabant (1190-1265)          | Willem X van Auvergne (1195-1247) ∞ Adelheid van Brabant (1190-1265)          | Willem X van Auvergne (1195-1247) ∞ Adelheid van Brabant (1190-1265)          | Willem X van Auvergne (1195-1247) ∞ Adelheid van Brabant (1190-1265)      | Willem X van Auvergne (1195-1247) ∞ Adelheid van Brabant (1190-1265)      |